# Galerón
El galerón es una música típica de los Llanos de Colombia y Venezuela usado en velorios y bodas, formado principalmente de décimas. Se presume de origen español, y la misma forma de canción está extendida por todo el litoral Caribe, en Cuba se le llama punto guajiro, torbellino al interior de Colombia, trova en Puerto Rico, torrente mesano de mejorana en Panamá, etc.  
Galerón se le llama a la forma de cantar, que puede ser acompañado por gran diversidad de ritmos.  También se conoce con el nombre de corrido o ‘torbellino’ llanero.
El nombre proviene de la fiesta de los galerones, celebración en acción de gracias por el arribo de la flota de España que se efectuaba en distintos lugares de Tierra Firme desde 1625, en la que cantaban los condenados en las galeras.
Las coplas son humorísticas, picarescas, llenas de sátiras, alegres y chanceras.  

## Instrumentos
Los instrumentos usados en el galerón son el arpa, el cuatro y las maracas.   

## Danza
Es un baile alegre en parejas, que tanto el hombre como la mujer ejecutan zapateando. Mientras se desarrolla el baile, el hombre persigue a la mujer con un rejo de enlazar ganado o con un pañuelo, mientras ella escapa con finos coqueteos. 

## Vestuario
El vestuario típico de los Llanos es el liqui liqui blanco o negro y el sombrero pelo 'e guama de castor o de fieltro, que suele adornarse con plumas de garza o pato. El zapato típico es la cotiza (alpargatas) tejidas o de cuero con suela o soporte de caucho.
Las mujeres llevan trajes de tela muy coloridos y floreados de manga corta y cuello bandeja, algunas veces de dos piezas o enterizos con falda hasta la rodilla. El traje es generalmente adornado con encajes y bisutería. También calzan cotizas de hilo negro o zapatos de tacón bajito.